# Trịnh Nhạn Hùng
Trịnh Nhạn Hùng (tiếng Trung: 郑雁雄; bính âm: Zhèng Yànxióng; sinh tháng 8 năm 1963) là một chính trị gia Trung Quốc hiện giữ chức Giám đốc Văn phòng bảo vệ an ninh quốc gia của chính phủ Trung ương tại Khu hành chính đặc biệt Hồng Kông. 
Văn phòng bảo vệ an ninh quốc gia của tại Hong Kong là cơ quan do chính quyền Trung ương Trung Quốc biệt phái, không thuộc quyền quản lý của chính quyền Hồng Kông.
Ông Trịnh Nhạn Hùng sinh năm 1963 tại thành phố Sán Đầu, tỉnh Quảng Đông, Trung Quốc. Trước khi trở thành Giám đốc của Văn phòng bảo vệ an ninh quốc gia tại Hong Kong, ông đã có thời gian dài làm việc trong chính quyền tỉnh Quảng Đông, vị trí gần đây nhất là Thường vụ Tỉnh ủy, Tổng thư ký Tỉnh ủy Quảng Đông.

## Thời trẻ
Trịnh Nhạn Hùng sinh ở quận Triều Nam của Sán Đầu, Quảng Đông, vào tháng 8 năm 1963. Vào tháng 7 năm 1984, anh tốt nghiệp Đại học Y khoa Quảng Châu, nơi ông có bằng cử nhân y khoa. Sau khi tốt nghiệp, anh làm việc tại trường đại học. Tháng 5 năm 1986, ông gia nhập Đảng Cộng sản Trung Quốc.

## Con đường chính trị
Trịnh Nhan Hùng là bí thư thành ủy Sán Vĩ năm 2011. Năm 2013, ông được đề bạt làm phó trưởng ban tuyên giáo tỉnh Quảng Đông và đến tháng 10 năm 2018, ông được bổ nhiệm làm chánh văn phòng tỉnh ủy Quảng Đông. Tháng 1 năm 2019, ông gia nhập hàng ngũ lãnh đạo cấp cao của tỉnh với vai trò ủy viên ban thường vụ tỉnh ủy.